# LONELY-愛という約束事
「LONELY-愛という約束事」（ロンリー あいというやくそくごと）は、1985年5月22日に発売された浜田省吾の18枚目のシングル。

## 概要
両曲ともバラードであり、シングル・ヴァージョンとしてリリースされ、初回盤はポケット・ジャケット仕様となっている。オリコンチャートでは過去最高16位にランクイン。累計9.9万枚を記録した。
「LONELY-愛という約束事」の前奏がアルバム・ヴァージョンより短い。両曲とも1999年発売アルバム再発作品のリミックス・ヴァージョンを含んで、4ヴァージョンが存在する 。
「もうひとつの土曜日」は浜田の代表的なバラードで、2000年11月8日発売ベスト盤『The History of Shogo Hamada "Since1975"』にも収録されている。歌詞の一節「瞳ふちどる悲しみの影」の表現は、あいみょんも作詞面で大きな影響を受けたとよく話す。
1991年6月8日に8cmCDシングルとして再発。浜田のアナログ・シングルで唯一本作のみジャケットもカップリング曲も当時のまま再発。その際、両A面シングル仕様となった。
2005年3月24日に、リサイズされマキシシングルとして復刻された。

## 収録曲
- 全作詞・作曲：浜田省吾、編曲：板倉雅一

1. LONELY-愛という約束事 (SINGLE VERSION)
2. もうひとつの土曜日 (SINGLE VERSION)

## 参加ミュージシャン
- Worlds and Music by 浜田省吾
- Arranged by 板倉雅一
- Vocal Arranged by 町支寛二
- Drums：滝本季延
- Piano：板倉雅一
- Synthesizer：佐藤準
- Guitar And Chorus：町支寛二
- Guitar：法田勇虫
- Saxophone：古村敏比古
- Percussion：ペッカー

## カバー
もうひとつの土曜日
- リタ・クーリッジ（1991年、アルバム『ダンシング・ウィズ・エンジェル』収録）
- 大仁田バンド（2005年、シングル「もうひとつの土曜日」収録）
- 平川地一丁目（2006年、アルバム『歌い手を代えて』収録）
- 中西保志（2007年、アルバム『Standards』収録）
- コブクロ（2010年、アルバム『ALL COVERS BEST』収録）
- ダイアモンド☆ユカイ（2012年、アルバム『Respect』収録）
- 世良公則（2012年、アルバム『BACKBONE』収録）
- 今陽子（2013年、アルバム『今昔歌～ピンキーの男唄～』収録）
- go!go!vanillas（2015年、シングル「カウンターアクション」収録）
- 中森明菜（2016年、アルバム『Belie』収録）
- 伸太郎（2019年、シングル「MONEY/もうひとつの土曜日」収録）